# Platycnemis rufipes
Platycnemis rufipes är en trollsländeart som först beskrevs av Selys 1886.  Platycnemis rufipes ingår i släktet Platycnemis och familjen flodflicksländor. IUCN kategoriserar arten globalt som livskraftig. Inga underarter finns listade i Catalogue of Life.